# 短盔马先蒿
短盔马先蒿（学名：Pedicularis brachycrania）为列当科马先蒿属的植物，为中国的特有植物。分布在中国大陆的四川、云南等地，生长于海拔4,100米的地区，目前尚未由人工引种栽培。